# Пик Владимира Путина
Пик Владимира Путина (кирг. Владимир Путин атындагы чоку) — горная вершина в Кыргызстане. Пик находится в горной системе Тянь-Шань. Расположен на территории Чуйской области. Назван в 2011 году в честь председателя правительства Российской Федерации Владимира Владимировича Путина.

## Расположение
Пик расположен в горной системе Тянь-Шань. Видимость с пика составляет до 20 км. На южном склоне горы протекает река Джарташ (приток Аксу).

## История
В декабре 2010 года депутаты Московского районного кенеша предложили назвать доселе безымянную гору высотой 4446 метров именем российского премьера В. В. Путина. Предложение районных депутатов было поддержано правительством Кыргызстана. 24 декабря 2010 года премьер-министр Кыргызстана Алмазбек Атамбаев подписал законопроект о присвоении географического названия «Пик Владимира Путина» одному из пиков Тянь-Шаня, после чего он был передан в Жогорку Кенеш — парламент Кыргызстана. 17 февраля 2011 года большинством голосов парламент Кыргызстана одобрил инициативу правительства.